# Раневская (альбом Лолиты)
«Раневская» — восьмой студийный альбом российской поп-певицы Лолиты Милявской, выпущенный 18 мая 2018 года.

## Вокалистка об альбоме
Лолита Милявская. Пост в Инстаграм:

"Раневская" вышла!! Раз в 4 года, я делаю что-то новое.. Просто я не пишу песни.. Я их записываю, как чужие мысли..." 
— 2018

## Список композиций
| №                   | Название                                     | Текст песни                                      | Музыка              | Длительность |
| ------------------- | -------------------------------------------- | ------------------------------------------------ | ------------------- | ------------ |
| 1.                  | «На Титанике»                                | Андрей Фролов                                    | Даниил Бабичев      | 3:52         |
| 2.                  | «Ты моё море»                                | Александр Вулых, Андрей Осадчук, Артём Шаповалов | Андрей Харченко     | 3:07         |
| 3.                  | «Раневская»                                  | Алексей Романоф                                  | Алексей Романоф     | 3:34         |
| 4.                  | «Правде в глаза»                             | Артём Шаповалов                                  | Даниил Бабичев      | 3:30         |
| 5.                  | «Намисто (Ожерелье)»                         | Артём Иванов                                     | Даниил Бабичев      | 3:22         |
| 6.                  | «Таксисты»                                   | Андрей Беляев                                    | Даниил Бабичев      | 3:11         |
| 7.                  | «Чудо чудное»                                | Мирослав Кувалдин                                | Даниил Бабичев      | 3:12         |
| 8.                  | «Целую»                                      | Андрей Осадчук                                   | Даниил Бабичев      | 3:32         |
| 9.                  | «Колыбельная»                                | Артём Иванов                                     | Даниил Бабичев      | 3:35         |
| 10.                 | «Ты моё море» (совместно с Антоном Ветровым) | Александр Вулых, Андрей Осадчук, Артём Шаповалов | Даниил Бабичев      | 3:18         |
| 11.                 | «Целую» (совместно с Антоном Ветровым)       | Андрей Осадчук                                   | Даниил Бабичев      | 3:01         |
| 12.                 | «Судьба»                                     | Андрей Мисин, Михаил Гуцериев                    | Даниил Бабичев      | 3:54         |
| Общая длительность: | Общая длительность:                          | Общая длительность:                              | Общая длительность: | 41:13        |

## Видеоклипы
На несколько песен из этого альбома были сняты видеоклипы:
- «На Титанике»,
- «Ты моё море»,
- «Раневская»,
- «Судьба».

## Критика
Алексей Мажаев из InterMedia в своей рецензии отмечает, что Лолита Милявская демонстрирует и вокальные данные, и актёрский талант, наполняя альбом максимально разноплановыми песнями.